# Noel Robinson
Noel Robinson (* 2001) ist ein deutsch-nigerianischer, globaler Content Creator. Mit über 70 Millionen Followern auf Plattformen wie Instagram, TikTok, und Youtube ist er durch Tanzvideos und interaktive Inhalte bekannt geworden.

## Hintergrund
Noel Robinsons Afro ist sein Erkennungszeichen. Er wuchs in Deutschland als Sohn einer Krankenschwester und eines ehemaligen Friseurs und Immobilienmaklers auf. Seine Eltern unterstützten ihn dabei, seine Identität zu schätzen. Früh begann er, sich intensiv mit der Pflege seiner Haare auseinanderzusetzen und diese als Teil seiner Persönlichkeit öffentlich zu präsentieren.
Im Laufe der Zeit setzte er sich verstärkt mit der gesellschaftlichen und historischen Bedeutung von Afro-Haar auseinander. Dabei ließ er sich von afroamerikanischen Denkern wie Audre Lorde und der Black-Empowerment-Bewegung inspirieren. Dies führte dazu, dass er sich für eine positive Repräsentation von Afro-Haar einsetzt. In den sozialen Medien wird er von einigen Follower als Vorbild für die Natural-Hair-Community angesehen.

## Karriere
Noel Robinson erlangte Bekanntheit in den sozialen Medien durch Straßenperformances, bei denen er weltweit mit Passanten interagiert. Seine Auftritte enthalten häufig spontane Tanzeinlagen und humorvolle Elemente. Sein Afro-Haar, das er teilweise erst im Laufe einer Performance enthüllt, wurde zu einem wiederkehrenden Merkmal seiner Videos. Seine Inhalte werden international rezipiert und verbinden durch Performance und Tanz unterschiedliche kulturelle Ausdrucksformen.
Seine Popularität führte zu Kooperationen mit internationalen Unternehmen, darunter Adidas, Chopard, Tommy Hilfiger, EA Sports und Mercedes-Benz.

## Gesellschaftliche Wirkung
Noel Robinson wird als Vertreter einer digitalen Unterhaltungsform angesehen, die Tanz, Humor und interkulturelle Elemente kombiniert. Seine Inhalte erreichen ein internationales Publikum. In sozialen Netzwerken wird er für seine Darstellungen von kultureller Vielfalt und positiver Interaktion gelobt.
Seine Arbeit hat zu Diskussionen über Identität und Repräsentation in sozialen Medien beigetragen. Besonders in der Natural-Hair-Community wird seine Sichtbarkeit als positiv hervorgehoben.